# Max Theiler
Max Theiler (30 de enero de 1899-11 de agosto de 1972) fue un médico virólogo sudafricano de ascendencia suiza residente en los Estados Unidos que fue galardonado con el Premio Nobel en Fisiología o Medicina en 1951 por desarrollar una vacuna para la fiebre amarilla.

## Semblanza
Theiler  nació en Pretoria, Sudáfrica. Su padre, Arnold Theiler, fue un virólogo y bacteriólogo veterinario suizo. Estudió en la Pretoria Boys High School, la Universidad de Rhodes y en la Escuela Médica de la Universidad del Cabo, donde se graduó en 1918. Dejó Sudáfrica para estudiar en la St Thomas' Hospital Medical School y en la London School of Hygiene and Tropical Medicine. En 1922 obtuvo un diploma en medicina tropical e higiene y se convirtió en licenciado del Colegio Real de Médicos de Londres y miembro del Colegio Real de Cirujanos de Inglaterra.
Theiler quería dedicar su carrera a la investigación, por eso en 1922 obtuvo un puesto en la Escuela de Medicina Tropical de la Universidad de Harvard. Pasó muchos de sus años estudiando la disentería causada por amebas y tratando de desarrollar una vacuna para la fiebre causada por roedores como vectores de transmisión. Se convirtió en asistente de Andrew Sellards y empezó a trabajar en la fiebre amarilla. En 1926 refutaron a Hideyo Noguchi que la fiebre amarilla era causada por una bacteria, y en 1928 el año después que la enfermedad fue identificado concluyentemente como un virus, ellos mostraron que los virus de África y Sudáfrica eran idénticos inmunológicamente.
Theiler fue galardonado con la Medalla Chalmers de la Real Sociedad de Medicina Tropical e Higiene en 1939, la Flattery Medal por la Universidad de Harvard en 1945 y el Lasker Award de la Asociación Pública de Salud en 1949. Murió, sin haber obtenido la ciudadanía de Estados Unidos, en New Haven (Connecticut).

## Eponimia
- El cráter lunar Theiler lleva este nombre en su memoria.[4]